# Кингс Парк (Њујорк)
Кингс Парк (енгл. Kings Park) насељено је место без административног статуса у америчкој савезној држави Њујорк.

## Демографија
По попису из 2010. године број становника је 17.282, што је 1.136 (7,0%) становника више него 2000. године.
| Група             | 2000.          | 2010.          |
| Белци             | 15.000 (92,9%) | 15.581 (90,2%) |
| Афроамериканци    | 136 (0,8%)     | 196 (1,1%)     |
| Азијати           | 305 (1,9%)     | 411 (2,4%)     |
| Хиспаноамериканци | 538 (3,3%)     | 915 (5,3%)     |
| Укупно            | 16.146         | 17.282         |